# Jour stellaire

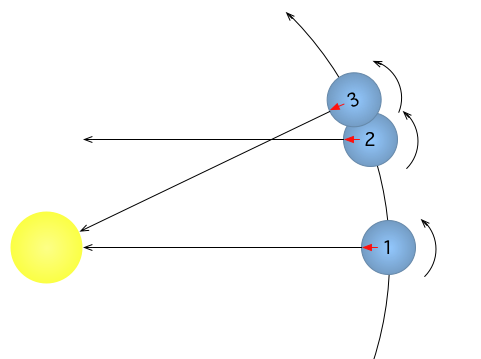
Comparaison entre jour stellaire et jour solaire :
la planète positionnée en 1,
met un jour stellaire pour arriver en 2 ;
et un jour solaire pour arriver en 3.

Le jour stellaire (en anglais stellar day), est la période de rotation de la Terre mesurée dans un référentiel géocentrique dont les axes sont fixes par rapport à la voûte céleste.  C'est ainsi l'intervalle de temps entre deux passages consécutifs des étoiles au méridien d’un lieu, correction faite de leur mouvement propre. 

## Valeur
En astronomie, l'époque 1820 est celle à laquelle est associée, par convention, une durée du jour solaire moyen de 86 400 secondes. Il s'agit de l'époque moyenne entre 1750 et 1890.
La valeur exacte du jour stellaire a été fixée par convention, pour l'époque 1820, à 86 164,098 903 691 secondes (soit environ 23 h 56 min 4 s),. 
Elle est donnée par :
{\displaystyle {\frac {D}{k'}}={\frac {2\pi }{\Omega _{\mathrm {N} }}}},
où
- {\displaystyle D} est la durée nominale du jour solaire moyen, en secondes (s), avec {\displaystyle D\;{\overset {exact}{=}}\;86400} ;
- {\displaystyle k'} est le rapport jour solaire moyen / jour stellaire, avec {\displaystyle k'\;{\overset {exact}{=}}\;1{,}00273781191135448} ;
- {\displaystyle \pi } est le nombre pi ;
- {\displaystyle \Omega _{\mathrm {N} }} est la vitesse angulaire nominale de la Terre, en radian par seconde (rad/s), avec {\displaystyle \Omega _{\mathrm {N} }\;{\overset {exact}{=}}\;7{,}2921151467064\;\times \;10^{-5}}.

## Variation
Mesuré par interférométrie à très longue base à partir de radiosources extragalactiques telles les quasars dont le mouvement propre apparent est négligeable en raison de leurs distances, il varie irrégulièrement de quelques millisecondes aux échelles allant du jour au millénaire en raison de phénomènes géologiques, climatiques et des marées. À long terme, l'effet intégré des forces de marée exercées sur la Terre fait augmenter sa valeur de 2,3 ms par siècle.

## Notions connexes
Le jour stellaire diffère :
- du jour sidéral, intervalle entre deux passages consécutifs du point vernal au méridien, de 8,3 ms en raison de la précession des équinoxes[1],[2] ;
- du jour solaire, intervalle moyen entre deux passages consécutifs du Soleil au méridien, de 3 min 56 s en raison de la révolution de la Terre[1] ;
- de la période de rotation mesurée dans le référentiel d'inertie local, à cause de l’entraînement relativiste de ce dernier par la rotation.[réf. nécessaire]